# Divizia 6 Infanterie (1918-1920)
Divizia 6 Infanterie a fost o mare unitate de infanterie, de nivel tactic, din Armata României, care a participat la acțiunile militare postbelice, din perioada 1918-1920, fiind formată din Brigada 11 Infanterie și Brigada 12 Infanterie. Divizia a fost compusă din 4 unități de luptă, comandate de generalul Ștefan Holban.:p. 311

## Compunerea de luptă
În perioada campaniei din 1919, divizia a avut următoarea compunere de luptă::p. 333
- Brigada 11 Infanterie

- Brigada 11 Infanterie - comandant: colonel Bottea Gheorghe

- Regimentul 10 Infanterie - comandant:  colonel Cristofor I.
- Regimentul 24 Infanterie - comandant: colonel Nicolau A.

- Brigada 12 Infanterie- comandant: general Sachelarie D.

- Regimentul 11 Infanterie- comandant: colonel Rotaru D.
- Regiment 12 Infanterie - comandant: colonel Voiculescu C.

## Participarea la operații

### Campania anului 1919
În cadrul acțiunilor militare postbelice,  Divizia 6 Infanterie a participat la acțiunile militare în dispozitivul de luptă al Comandamentului trupelor din Transilvania, participând la Operația ofensivă la vest de Tisa. :p. 333

## Comandanți
- General Ștefan Holban